# Hillsdale (Michigan)
Hillsdale – miasto w Stanach Zjednoczonych, w stanie Michigan, w hrabstwie Hillsdale.